# Psoralea archeri
Psoralea archeri är en ärtväxtart som beskrevs av Ferdinand von Mueller. Psoralea archeri ingår i släktet Psoralea och familjen ärtväxter. Inga underarter finns listade i Catalogue of Life.